# Márcia Mendonça
Márcia Maia Mendonça, nascida com o nome de Márcio Maia Mendonça, (Limoeiro do Norte, 13 de fevereiro de 1949 - 13 de janeiro de 1998) foi uma artista brasileira transexual e católica, reconhecida por sua arte sacra, pinturas e esculturas no século XX espalhadas no Brasil e na Europa. 
A obra e memória da artista tem sido amplamente resgatada nos últimos anos, com a inauguração de obras públicas em sua homenagem e realização de pesquisas em doutorado na área de história da arte.

## Biografia

### Primeiros anos
Nasceu em família classe média no interior do Ceará, em Limoeiro do Norte, tendo sido registrado com o nome Márcio Mendonça. Era filho de Fausto Mendonça e Francisca Maia Mendonça, ambos muito católicos. Sua mãe, conhecida como Dona Francinete foi professora e sempre confeccionava flores para ornamentar os altares e as festividades da Igreja. Seu pai era coletor de impostos estaduais, conhecido por seu perfil mais calado e pouco afeto às festas - diferente de Dona Francinete. No entanto, o senhor Fausto era filho do coração do Monsenhor Otávio de Alencar Santiago, que coordenava a paróquia da cidade. Por isso, Márcia Mendonça também chamaria o mesmo pároco de "Padrinho Monsenhor" .
A cidade de Limoeiro do Norte estava em um contexto de consolidação de referência religiosa na região. Em 1938, após desmembramento da Arquidiocese de Fortaleza, havia sido criado a Diocese de Limoeiro do Norte.
Logo em seus primeiros anos, ganhou destaque como artista local. Aos 20 anos de idade, por exemplo, produziu na Escola Normal Rural de Limoeiro, a escultura Deusa Olímpica, que foi colocada no cruzamento da Av. Dom Aureliano Matos com a Rua Cel. Serafim Chaves, na abertura dos V Jogos Olímpicos Jaguaribanos. Futuramente, também produziria a escultura mais importante da cidade em homenagem ao primeiro bispo, D. Aureliano Matos - que dá nome à Avenida e que está até hoje presente naquele local.
Sem condições de comprar o próprio material para seus trabalhos, Márcio recebia auxilio de um amigo que trazia da Alemanha suas ferramentas. Seu trabalho era completo, pois fazia da tela à estilosa e personalizada moldura dos quadros.

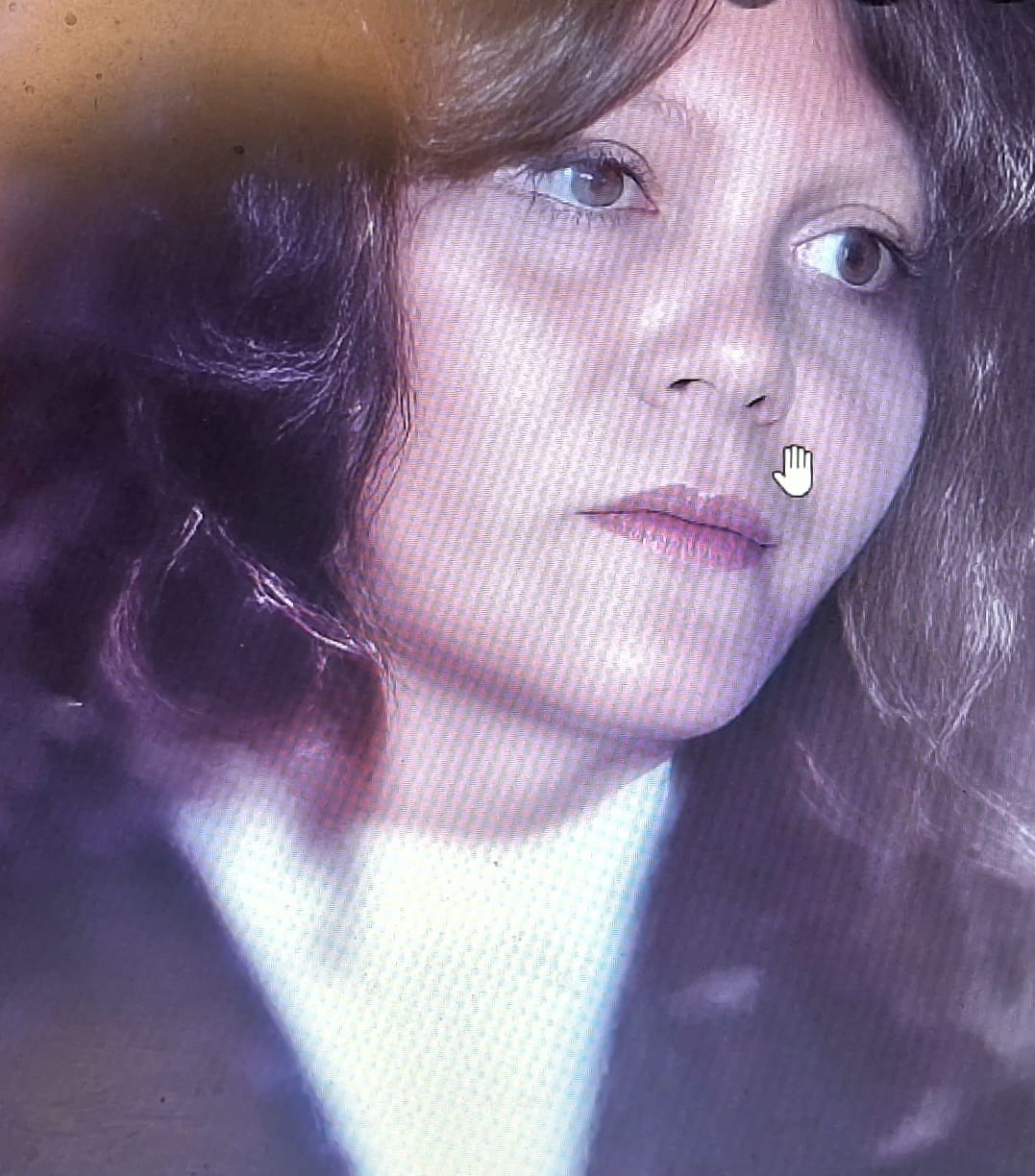
Fotografia de Márcia Mendonça.

### Dos seminários franciscanos à mudança de sexo
Fortemente adepto do catolicismo, Márcio decidiu se tornar um frade franciscano: como Irmão de Terceira Ordem dos Capuchinhos. Depois de ter sido seminarista, resolveu realizar operação para alteração do sexo, se reconheceu com o gênero feminino e passou a se chamar Márcia.
Passou a viver na cidade de Fortaleza, cantando no coral dos Capuchinhos e produzindo pinturas de arte sacra para igrejas e espaços católicos. Posteriormente, conseguiu uma vaga como estudante na Escola de Belas Artes do Recife (Universidade do Recife - atual Universidade Federal de Pernambuco).

### Da produção artística às dificuldades na Europa

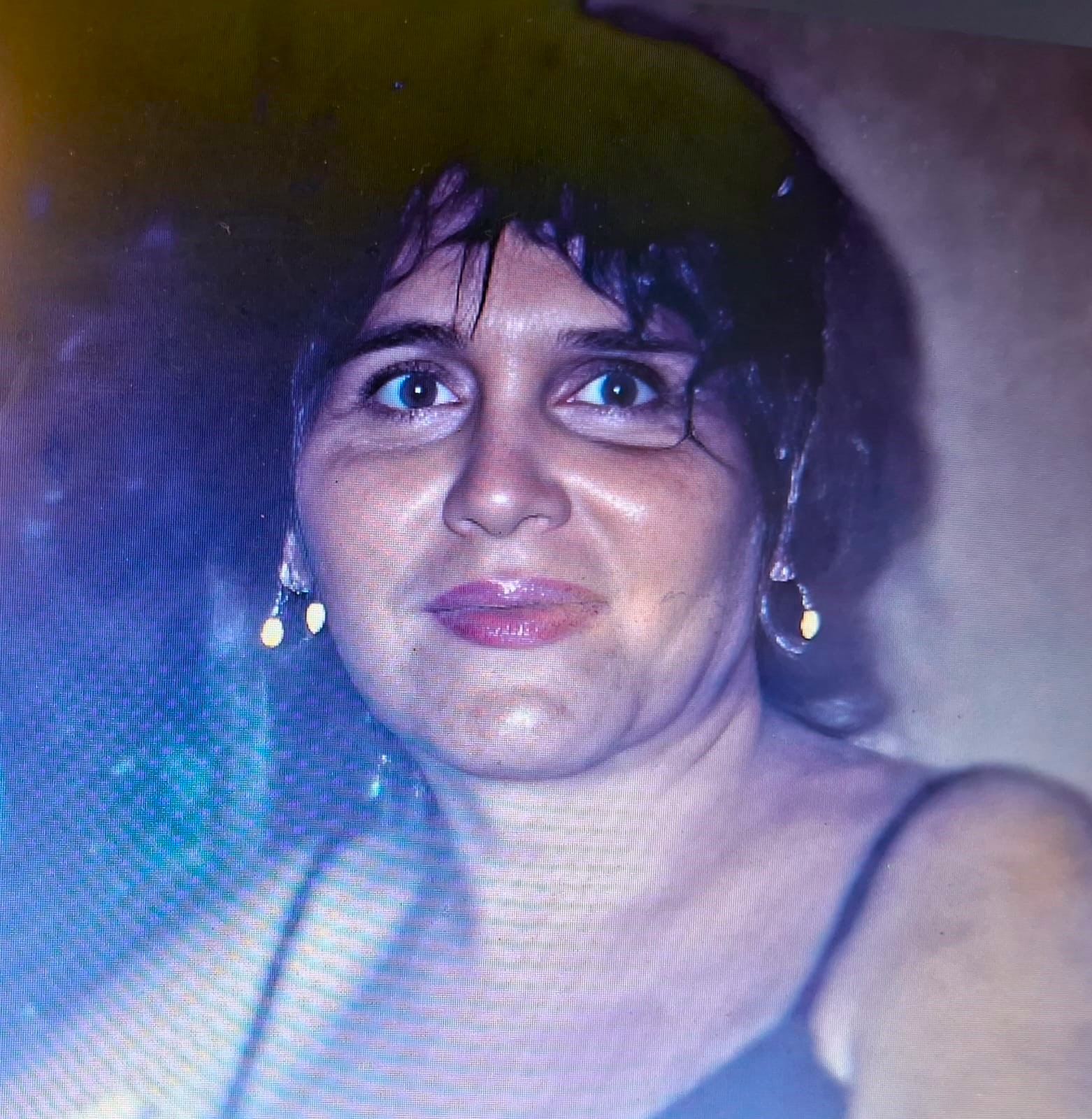
Fotografia de Márcia Mendonça.

Márcia já havia produzido diversas obras, pinturas e esculturas - muitas assinadas ainda como "Márcio". Chegou a participar, inclusive do evento "Salão de Abril", que reunia diversos artistas em Fortaleza. No entanto, entrou em crise e decidiu embarcar para a Europa. Na Alemanha, realizou pinturas em Colônia e também trabalhou como profissional do sexo no Bois de Boulogne, em Paris. Suas principais obras europeias estão em locais religiosos da França, Alemanha e Suíça.
Ao retornar ao Brasil, conseguiu operar-se em Jundiaí (São Paulo) para a conclusão da cirurgia de
mudança de sexo. Foi neste momento que descobriu ter sido contaminada com o vírus HIV.
Com a mudança de sexo e com a doença sexualmente transmissível, há registros de que grande parte da sociedade agiu com receio e preconceito, especialmente pelo contexto da época.

### Dos últimos anos no Ceará
Retornando ao Ceará, Márcia Mendonça foi acolhida pelo Frei Domingues, capuchinho, na época prior do Convento da Gruta. Lá, Márcia continuaria produzindo sua arte, além de atuar como uma beata no filme Milagre em Juazeiro (1999), de Wolney Oliveira, onde também assessorou a equipe sobre assuntos religiosos. Em uma casa no Eusébio, que possuía uma capela particular, Márcia recebia algumas senhoras para chás e para vender quadros. Apesar da pouca visibilidade na época - por conta do preconceito social, Lúcio Brasileiro a entrevistou para um programa de televisão.

## Principais trabalhos reconhecidos

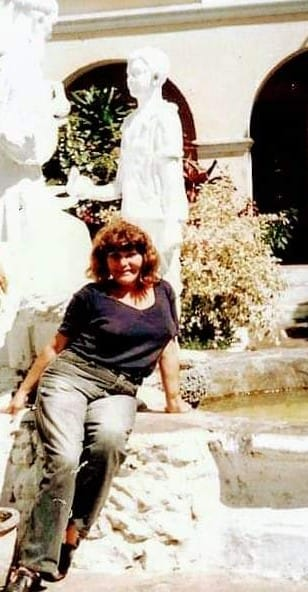
Fotografia de Márcia Mendonça.

Suas obras artísticas encontram-se, principalmente, nas cidades de Limoeiro do Norte e Fortaleza, mas também em locais católicos da Europa. Uma de suas obras mais famosas é o quadro de Nossa Senhora da Conceição, padroeira do Município de Limoeiro, que permanece decorando o teto da Igreja Matriz. Suas pinturas seguiam do realista, afresco paisagista, renascentismo barroco à arte Cusquenha, que une o traço europeu ao primitivo e foi disseminado no Brasil principalmente nas pinturas.
Em Fortaleza, Márcia pintou vários painéis do Coração  de Jesus, no convento que fica defronte à Igreja do Sagrado Coração de Jesus, no Seminário da  Porciúncula (Messejana) e também no Convento da Gruta, em Guaramiranga.
Em 1980, esculpiu a estátua de Dom Aureliano Matos, primeiro bispo da diocese e que era visto como um "santo bispo" pela Márcia Mendonça. Nos anos de 1980/1981, em Limoeiro do Norte, realizou o trabalho de restauração do Altar-Mor da Catedral em estilo barroco, fazendo aplicações de folhas de ouro nos ornados, cornijas, volutas e capitéis das colunas. Ao lado vemos a tela de Nossa Senhora da Conceição, uma de suas mais belas obras, que está exposta no teto da Igreja Catedral de Limoeiro do Norte. A tela, com cerca de dez metros, tem sua assinatura, e foi datada de 1981. Durante a execução de suas obras, chegou a se pronunciar sobre o espírito de conservação que esperava da população:
“Eu gostaria que todo o nosso povo se interessasse mais pela cultura, pelo conhecimento daquilo que foi e que deverá permanecer por toda a vida. Se a Catedral é antiga, antiga ela deverá permanecer, muito embora sempre limpa, zelada, mas conservando seu estilo”.

## Morte precoce
Márcia Medonça morreu aos 49 anos, provavelmente por conta do vírus HIV. Apesar do sofrimento nos últimos anos de sua vida, registra-se que ela continuou realizando pinturas, especialmente de santos católicos até semanas antes de sua morte. Mesmo deitada no quarto da enfermaria de hospital, pedia auxílio da enfermeira para continuar pintando enquanto vida tivesse. Dentre essas pinturas, se destaca a obra em homenagem à Santa Apolônia, em estilo Cusquenho.

## Homenagens
Em 2022, o Centro Vocacional Tecnológico (CVT) Limoeiro do Norte rebatizou um dos seus espaços com o nome da artista. Anteriormente, o espaço já levava o seu nome de registro. A atitude é similar a decisão do Judiciário cearense que a pedido de seus irmãos alterou o registro civil de Márcia em 2024, 26 anos após a sua morte.